# التحررية في المملكة المتحدة
التحررية في المملكة المتحدة قد تشير إلى حركة سياسية مرادفة للحركات اللاسلطوية والتحررية اليسارية والاشتراكية التحررية، أو إلى حركة سياسية معنية بالسعي وراء المثل العليا اليمينية التحررية في المملكة المتحدة والتي ظهرت وأصبحت أكثر بروزًا في سياسة بريطانيا النيوليبرالية الجديدة والليبرالية الاقتصادية لرئاسة الوزراء لمارغريت تاتشر في ثمانينيات القرن العشرين، وإن لم تكن بارزة مثل التحررية في الولايات المتحدة في السبعينيات من القرن العشرين ورئاسة الجمهوري رونالد ريغان خلال ثمانينيات القرن العشرين.
في الوقت الحالي يعتبر الحزب التحرري الأكثر وضوحًا في المملكة المتحدة هو الحزب الليبرتاري. ومع ذلك هناك أيضًا جزء يميني تحرري من حزب المحافظين السائد الذي يعتنق التاتشرية. ويميل الناخبون في المملكة المتحدة إلى التصويت بشكل أكثر انسجامًا مع موقفهم على طول التقسيم التقليدي بين «اليسار واليمين» بدلًا من اتباع الخطوط التحررية - السلطوية، ولذا فقد دعم الليبراليون في المملكة المتحدة الأحزاب عبر الطيف السياسي.

## الأحزاب السياسية

### الأحزاب التحررية
الحزب الليبرتاري هو الحزب التحرري الرئيسي داخل المملكة المتحدة الذي يصف نفسه بأنه «منظمة كلاسيكية ليبرالية وإقليمية وحارسة». وقد تشكل الحزب الليبرالي عام 1989 من معارضي الاندماج بين الحزب الليبرالي والحزب الاشتراكي الديمقراطي. وجرى تشكيل الحزب التحرري الإسكتلندي كحزب منفصل في عام 2012 وسُجل رسميًا في عام 2014. ثم ألغي تسجيله قانونيًا في 11 نوفمبر من عام 2022 لفشله في تلبية متطلبات اللجنة الانتخابية.

### العلاقة مع حزب المحافظين
أصبحت التحررية، وخاصة التحررية اليمينية، أكثر بروزًا في السياسة البريطانية بعد الترويج للنيوليبرالية والليبرالية الاقتصادية تحت رئاسة مارغريت تاتشر. ومنذ الثمانينيات من القرن العشرين اعتبر عدد من النواب المحافظين أن لديهم ميولًا تحررية، وكان يُنظر إلى الجماعات التحررية على أنها تمارس تأثيرًا كبيرًا على الحزب.
هاجمت تيريزا ماي «اليمين التحرري»، في أول خطاب لها في مؤتمر حزب المحافظين بصفتها زعيمة، ودافعت عن نزعة محافظة مجتمعية أكثر تأييدًا للدولة. وفي السنوات الأخيرة بدا أن سياسة حزب المحافظين تبتعد أكثر عن التحررية، وجاءت نسبة دعم أقل من الناخبين ذوي المواقف التحررية.

### العلاقة مع حزب الخضر في إنجلترا وويلز
صرح عالم الاجتماع كريس روتس أن حزب الخضر حصل على تصويت «اليساريين التحرريين»، بينما وصفه دينيسون وغودوين بأنه يعكس «القيم التحررية العالمية». ويريد الحزب إنهاء الحكومة الضخمة، التي يرون أنها تعرقل الديمقراطية المفتوحة والشفافة، ويريدون الحد من قوة الشركات التجارية الكبرى التي تدعم الاتجاه غير المستدام للعولمة وتضر بالتجارة والاقتصاد المحلي، كما يقولون. وكانت هناك مزاعم عن الانقسامات والاقتتال داخل حزب الخضر بين الفصائل الليبرالية والاشتراكية واللاسلطوية.

### العلاقة مع حزب استقلال المملكة المتحدة
سعى نايجل فاراج كزعيم لحزب استقلال المملكة المتحدة (يو كيه أي بّي) المتشكك في الاتحاد الأوروبي، إلى توسيع التصور العام لحزب استقلال المملكة المتحدة إلى ما هو أبعد من كونه حزبًا يسعى فقط إلى سحب المملكة المتحدة من الاتحاد الأوروبي إلى كونه حزبًا يسعى من أجل القيم التحررية والحد من البيروقراطية الحكومية. ويصف الحزب نفسه بأنه «حزب تحرري وغير عنصري ومتشكك في أوروبا».

#### النقد
كانت قاعدة الناشطين الأصلية في حزب استقلال المملكة المتحدة إلى حد كبير «تحررية»، وتدعم النهج الاقتصادي الليبرالي. وقد تأثرت آراؤها «التحررية الاقتصادية» بالليبرالية الكلاسيكية والتاتشرية، حيث مثلت تاتشر تأثيرًا رئيسيًا على فكر حزب استقلال المملكة المتحدة. ووصف فاراج حزب استقلال المملكة المتحدة بأنه «الوريث الحقيقي» لتاتشر، مدعيًا أن الحزب لم يكن ليتشكل لو ظلت تاتشر رئيسة وزراء المملكة المتحدة طوال تسعينيات القرن العشرين. واقترح وينلو وهال وتريدويل أن حكومة من حزب استقلال المملكة المتحدة كانت ستتبع «التاتشرية المتشددة» في السياسة الاقتصادية. ويقدم حزب استقلال المملكة المتحدة نفسه على أنه «حزب تحرري»، ووصفه عالما السياسة ديفيد ديكون ودومينيك ورينغ بأنه يشكل «علامة قوية من الشعبوية التحررية». ومع ذلك فإن المعلقين الذين يكتبون في صحف ذا سبيكتاتور وذي إندبندنت ونيوستيتسمان قد طعنوا جميعًا في وصف حزب استقلال المملكة المتحدة بأنه تحرري، مسلطين الضوء على سياساته المحافظة اجتماعيًا والحمائية الاقتصادية على أنها تتعارض مع الروح التحررية.
في عام 2010 انتقدت شامي شاكرابارتي دعوة حزب استقلال المملكة المتحدة لحظر البرقع في الأماكن العامة على أنها تتعارض مع التحررية.

## التحرريون البارزون
من بين التحررين البريطانيين البارزين:
- بيل إثيريدغ (مواليد 1970) انشق عن حزب استقلال المملكة المتحدة وانضم إلى الحزب التحرري في عام 2018، وأصبح نائب الرئيس، قبل الانشقاق إلى حزب بريكست في عام 2019.
- شون غاب (مواليد 1960) مدير التحالف التحرري 2006-2017.
- بيتر توماس باور (1915-2002)، اقتصادي تنموي وحائز على جائزة ميلتون فريدمان من معهد كاتو عام 2002.
- ألان دونكان (مواليد 1957)، سياسي محافظ.
- دانيال هانان (مواليد 1971)، سياسي محافظ.
- أندرو مار (مواليد 1959) صحفي ومعلق سياسي.
- فريدريش هايك (1899-1992)، اقتصادي ومؤلف.
- هربرت سبنسر (1820–1903)، فيلسوف.
- كريس تامي (1949-2006)، أحد مؤسسي التحالف التحرري.
- دوغلاس كارسويل (مواليد 1971)، سياسي في حزب الاستقلال البريطاني.
- ديفيد ديفيس (مواليد 1948)، أمين البريكست وسياسي محافظ.